# ژرژ مونن
ژرژ مونن (به فرانسوی: Georges Mounin) متولد ۲۰ ژوئن ۱۹۱۰ - درگذشته ۱۰ ژانویه ۱۹۹۳، زبانشناس فرانسوی، مترجم و استاد دانشگاه بود. در زبانشناسی او پیرو زبان‌شناس فرانسوی آندره مارتینه بود.

## نظریه ژرژ مونن
ژرژ مونن همچون برخی از زبانشناسان معتقد است که هر زبانی بیانگر جهان‌بینی خاصی است، اما در عین حال می‌گوید که ترجمه تنها انتقال زبانی نیست. ترجمه دارای جنبه‌های غیر زبانی و فرا زبانی نیز است. اعتقاد برخی‌ها به ترجمه ناپذیری ناشی از این امر است که معنا را تنها وابسته به آن گفته زبانی (به فرانسوی: énoncé linguistique) که ترجمه می‌شود می‌دانند.

در زیر دلالت‌های زبانی، همگانیهای زبانی، انسان شناختی و فرهنگی وجود دارند که ترجمه را امکان‌پذیر می‌سازند. حتی نظام‌های زبانی نیز دارای برخی ویژگی‌های جهان شمول و همگانی زبان هستند. مترجم باید بتواند، همراه با ترجمه زبانی، راه‌های دسترسی به جهان بینی آن را بیابد و یکی از آنها قوم نگاری است. برای ترجمه یک زبان خارجی، وجود دو شرط هم‌زمان ضروری است: بررسی زبان خارجی و بررسی (نظام مند) قوم نگاری جامعه که این زبان بیانگر آن است؛ بنابراین، از نظر مونن ترجمه شناخت زبان و فرهنگ مبدأ را به‌طور کامل می‌طلبد.

## آثار
- (به فرانسوی: Problèmes théoriques de la traduction)، (به انگلیسی: Theoretical problems of translation)، ۱۹۶۳، مشکلات نظری ترجمه
- (به فرانسوی: Les Belles infidèles. Essai sur la traduction)، ۱۹۵۵، زیبارویان بی وفا، مقاله دربارهٔ ترجمه
- (به فرانسوی: Dictionnaire de la linguistique)، (به انگلیسی: Dictionary of linguistics)، ۱۹۷۴، واژه‌نامه زبان‌شناسی
- (به فرانسوی: Histoire de la linguistique des origines au XXe siecle)، (به انگلیسی: History of linguistics from its origins to the 20th century)، ۱۹۶۷، تاریخچه زبان‌شناسی از ابتدا تا قرن بیستم
- (به فرانسوی: Poésie et société)، ۱۹۶۲، شعر و جامعه
- (به فرانسوی: La Machine à traduire)، ۱۹۶۴، دستگاه ترجمه